# Gordon Lightfoot
Gordon Meredith Lightfoot (Orillia, Ontário, 17 de novembro de 1938 - 1 de maio de 2023) foi um cantautor e poeta canadiano que alcançou sucesso internacional através da música folk, country e rock.

## Biografia
Gordon Lightfoot é filho de Gordon Meredith Lightfoot Sr. e Jessica Lightfoot. Na década de 1950, frequentou a escola de música em Hollywood, Califórnia. Ele voltou para o Canadá nos anos 1960 e já se apresentava em cafés, em Toronto. Em 1966, lançou seu álbum de estreia, intitulado Lightfoot!.Neste período, ficou mais conhecido como compositor para artistas como Johnny Cash e Elvis Presley, entre outros.
Lightfoot é um dos primeiros cantores pop canadenses que ficaram famosos em seu próprio país, sem ter de mudar para os Estados Unidos. Mas ele também obteve sucesso nos Estados Unidos, entre outros singles, Sundown, em meados de 1974. Quase dois anos depois, um outro hit, The Wreck of the Edmund Fitzgerald, uma composição em memória ao naufrágio do graneleiro SS Edmund Fitzgerald ocorrido em 10 de novembro de 1975 no Lago Superior. Ambos os singles ainda são populares em estações de rádio que executam rock clássico.
Lightfoot recebeu 15 prêmios Juno e foi indicado cinco vezes para um Grammy Award. Ele está listado no Canadian Music Hall of Fame e no Canadian Country Music Hall of Fame. Possui uma estrela na Calçada da Fama do Canadá desde 1998.Em maio de 2003 recebeu a Ordem do Canadá, a mais alta condecoração civil do país. Lightfoot é também um membro da Ordem de Ontário, a mais alta honra na província do Canadá.
Em 2002, devido a um aneurisma da aorta, Lightfoot ficou em coma por seis semanas.
Lightfoot morreu no Sunnybrook Health Sciences Centre em Toronto em 1º de maio de 2023, de causas naturais aos 84 anos.

## Discografia

### Álbuns
- 1966 Lightfoot!
- 1967 The Way I Feel
- 1968 Did She Mention My Name
- 1968 Back Here on Earth
- 1969 Sunday Concert (live)
- 1970 Sit Down Young Stranger (If You Could Read My Mind)
- 1971 Summer Side of Life
- 1972 Don Quixote
- 1972 Old Dan's Records
- 1974 Sundown
- 1975 Cold on the Shoulder
- 1976 Summertime Dream
- 1978 Endless Wire
- 1980 Dream Street Rose
- 1982 Shadows
- 1983 Salute
- 1986 East of Midnight
- 1993 Waiting for You
- 1998 A Painter Passing Through
- 2004 Harmony
- 2012 All Live

### Compilações
- 1969 Early Lightfoot
- 1970 The Best
- 1971 Classic Lightfoot: The Best of Gordon...
- 1974 The Very Best of Gordon Lightfoot
- 1975 Gord's Gold
- 1976 Early Morning Rain
- 1985 Songbook
- 1988 Gord's Gold, Vol. 2
- 1989 The Best of Gordon Lightfoot
- 1992 Original Lightfoot
- 1993 The United Artists Collection
- 1994 Lightfoot!/The Way I Feel
- 1999 Songbook
- 2002 Complete Greatest Hits